# Dolichopus flavilacertus
Dolichopus flavilacertus är en tvåvingeart som beskrevs av Van Duzee 1921. Dolichopus flavilacertus ingår i släktet Dolichopus och familjen styltflugor. Inga underarter finns listade i Catalogue of Life.